# 長谷工住まいのデザインコンペティション
長谷工住まいのデザインコンペティション（はせこうすまいのデザインコンペティション）は、長谷工コーポレーション主催による学生対象の建築設計競技。2007年より毎年冬、東京国際フォーラムを舞台に開催。各賞決定プロセスは、数ある応募作品から審査を行い最優秀賞1点、優秀賞2点、佳作7点が決定される。

## テーマ
- 2007年 『300人のための集合住宅』
- 2008年 『30年後の集合住宅』
- 2009年 『30戸の住宅から生まれ変わる集合住宅』
- 2010年 『10の違うものが集まる100戸の集合住宅』

## 歴代審査委員
- 隈研吾（建築家） - 2007～2010年（全ての回で審査委員長を歴任）
- 乾久美子（建築家） - 2007～2010年
- 藤本壮介（建築家） - 2007～2010年
- 大栗育夫（長谷工コーポレーション） - 2007～2010年

## 歴代受賞作品・受賞者
| 受賞回          | 賞       | 作品名                                      | 受賞者                          |
| --------------- | -------- | ------------------------------------------- | ------------------------------- |
| 第3回（2009年） | 最優秀賞 | やねの森 roof forest                        | 井手口航 磯部陽一 山口貴司      |
| 第3回（2009年） | 優秀賞   | Abobe Us -大きな広がりとともにある集合住宅- | 山中浩太郎                      |
| 第3回（2009年） | 優秀賞   | 50%建築                                     | 中村達哉                        |
| 第3回（2009年） | 佳作     | 都市に寄り添う道の家                        | 柴田学 青木貴宏 青木心平 他     |
| 第3回（2009年） | 佳作     | 900mの記憶の壁と336の風景の扉               | 田中和沙 笈入瑛永               |
| 第3回（2009年） | 佳作     | 敷地のリフレーミング                        | 山田周平                        |
| 第3回（2009年） | 佳作     | 野生の住宅群                                | 橋本健史 辻琢磨 杉浦洋平        |
| 第3回（2009年） | 佳作     | 家の際に刻む                                | 中島成隆                        |
| 第3回（2009年） | 佳作     | 小さな広場があつまって                      | 鈴木健史 中山佳子               |
| 第3回（2009年） | 佳作     | 50%topography                               | 砂川慶太 中村達久 島田裕大      |
| 第2回（2008年） | 最優秀賞 | 小さな都市、大きな家族                      | 富山晃一 岩元俊輔 津野田祐基    |
| 第2回（2008年） | 優秀賞   | 庭と部屋の塔                                | 高橋玄                          |
| 第2回（2008年） | 優秀賞   | ∞familyのための集合住宅                     | 佐藤翔 佐山義明                 |
| 第2回（2008年） | 佳作     | table family                                | 福井啓介 島田宇啓               |
| 第2回（2008年） | 佳作     | ヤマ・タニ・オカ                            | 赤木利徳 小松秀暢 小川隆夫      |
| 第2回（2008年） | 佳作     | 巣と繭                                      | 大西健太 岩田敏幸 前坂達男      |
| 第2回（2008年） | 佳作     | 都市の洞穴=都市のプランター                 | 小池達也                        |
| 第2回（2008年） | 佳作     | やわらかいいえ、みんなのものおき            | 大原洸 金沙智 羽太義人 他       |
| 第2回（2008年） | 佳作     | 建物のための建物                            | 清野貴夫 水野悠一郎             |
| 第2回（2008年） | 佳作     | 変わるモノ変わらないモノ                    | 谷口幸平                        |
| 第1回（2007年） | 最優秀賞 | 300人のランドスケープ                       | 高池葉子 湯浅崇史               |
| 第1回（2007年） | 優秀賞   | 森を回遊する極細集合住宅                    | 岡崎幹史 上杉昌史               |
| 第1回（2007年） | 優秀賞   | 300人が集まる大きな部屋                     | 中村裕太 田原誠                 |
| 第1回（2007年） | 佳作     | 4畳半×300                                   | 横山大樹 中辻康次郎             |
| 第1回（2007年） | 佳作     | transmission                                | 若月裕一 濱久貴 池上知見 他     |
| 第1回（2007年） | 佳作     | 300人のための集合住宅                       | 伊藤潤 祢冝洋平 川端浩直        |
| 第1回（2007年） | 佳作     | 1/2                                         | 小野裕美 三浦寛滋 円城寺香菜 他 |
| 第1回（2007年） | 佳作     | ほそながく、まとまった家                    | 谷脇義隆                        |
| 第1回（2007年） | 佳作     | 猿的密度論                                  | 角野渉 市川徹                   |
| 第1回（2007年） | 佳作     | 都市の表情に住まう                          | HernanConcha Emmrich 浅見泰則   |

## 主催
- 株式会社長谷工コーポレーション

## 後援
- 株式会社新建築社